# August Wilhelm Malm
Pour les articles homonymes, voir Malm.
August Wilhelm Malm est un zoologiste suédois, né le 23 juillet 1821 à Lund et mort le 5 mars 1882 à Göteborg.

## Biographie
August Wilhelm Malm est né à Lund, en Suède. Il est autodidacte, sans diplôme universitaire. Dans les années 1838-1839, il a été étudiant et assistant de Sven Nilsson (1787-1883), professeur d'histoire naturelle à l'université de Lund. À partir de 1840, il travaille comme assistant de Carl Jakob Sundevall (1801-1875) au Musée suédois d'histoire naturelle, département zoologique, à Stockholm. Il a étudié la zoologie à Copenhague en 1843-44.
À partir de 1848, il est conservateur du musée d'histoire naturelle de Göteborg. À partir de 1852, il est professeur de zoologie au lycée de Göteborg. À partir de 1856-67, il est également superviseur des pêcheries du comté de Göteborg et de Bohus.
Lorsque le musée de Göteborg est fondé en 1861, le groupe fondateur comprend August Malm ainsi que l'éditeur de journaux Sven Adolf Hedlund (1821-1900) et l'architecte Victor von Gegerfelt (1817-1915). En 1862, le musée d'histoire naturelle de Göteborg est intégré au musée de Göteborg. 

## Liste partielle des publications
- 1877 : Göteborgs och Bohusläns fauna, Ryggradsdjuren. Göteborg. Göteborgs Bohusläns Fauna : 1-674, pls. 1-9.
- 1861 : Raekke af fiske, krebsdjur og bloddjur, som ere nye for den Skandinaviske fauna. Förhand. Skandinav. Naturforsk. v. 8 (for 1860): 616-624.
- 1863 : Nya fiskar, kräft- och blød-djur för Skandinaviens fauna. Göteborgs K. Vetensk.-o. VitterSamh. Handl. v. 8: 95-132.
- 1863 : Om de Skandinaviska arterna af familjen Petromyzontidae. Göteborgs K. Vetensk.-o. VitterSamh. Handl. v. 8: 85-93.
- 1865 : Ichthyologiska Bidrag till Skandinaviens fauna. Förhand. Skandinav. Naturforsk. v. 9: 405-414.
- 1874 : Om de Svenske gobiider. Förhand. Skandinav. Naturforsk. v. 11: 380-386.